# يان سامبسون
يان سامبسون (بالإنجليزية: Ian Sampson)‏ (14 نوفمبر 1968 في المملكة المتحدة - ) هو لاعب كرة قدم بريطاني في مركز الدفاع. لعب مع توتنهام هوتسبير ونادي سندرلاند ونادي نورثامبتون تاون.

## وصلات خارجية
- يان سامبسون على موقع قاعدة بيانات كرة القدم.إي يو (الإنجليزية)
- يان سامبسون على موقع Soccerbase.com (لاعب) (الإنجليزية)